# Anna McPartlin
Anna McPartlin (* 1972 in Dublin) ist eine irische Schriftstellerin.
McPartlin verbrachte ihre ersten Jahre in Dublin. Als Teenager nahmen ihr in der Grafschaft Kerry lebender Onkel und ihre Tante sie als Pflegekind auf. Sie studierte zunächst am College Marketing, widmete sich aber dann in einem Theater in Dublin als Comedian ihrer künstlerischen Karriere.
2006 erschien ihr Erstlingsroman Pack Up The Moon, der inzwischen unter dem Titel Weil du bei mir bist auch ins Deutsche übersetzt wurde. Nach dem Erfolg des Buches erhielt McPartlin einen Vertrag mit einem US-amerikanischen Verleger. Anfang 2007 erschien in ihrer Heimat ihr zweites Werk.
McPartlin ist verheiratet und lebt in Dublin.

## Werke
Romane
- Pack Up the Moon. Taschenbuchausg., Poolbeg Press, Dublin (Irland) 2006, ISBN 1-842-23253-3. (englisch)
- Apart From The Crowd. New Ed., Taschenbuchausg., Poolbeg Press, Dublin (Irland) 2007, ISBN 1-842-23289-4. (englisch)
- Weil du bei mir bist. Rowohlt Taschenbuch Verlag, Reinbek bei Hamburg 2007, ISBN 3-499-24561-2.
- So was wie Liebe. Rowohlt Taschenbuch Verlag, Reinbek bei Hamburg 2008, ISBN 978-3-499-24686-9.
- Wo dein Herz zu Hause ist. Rowohlt Taschenbuch Verlag, Reinbek bei Hamburg 2009, ISBN  978-3-499-25225-9.
- Was aus Liebe geschieht. Rowohlt Taschenbuch Verlag, Reinbek bei Hamburg 2010, ISBN 978-3-499-25481-9.
- Niemand kennt mich so wie du. Rowohlt Taschenbuch Verlag, Reinbek bei Hamburg 2012, ISBN 978-3-499-25874-9.
- Die letzten Tage von Rabbit Hayes. Rowohlt Taschenbuch Verlag, Reinbek bei Hamburg 2015, ISBN 978-3-499-26922-6.
- Irgendwo im Glück. Rowohlt Taschenbuch Verlag, Reinbek bei Hamburg 2016, ISBN 978-3-499-27223-3.
- Für immer Rabbit Hayes. Rowohlt Taschenbuch Verlag, Hamburg 2019, ISBN 978-3-499-27224-0.
- Warten auf ein Wunder. Rowohlt Taschenbuch Verlag, Hamburg 2022, ISBN 978-3-499-00640-1.

Jugendbücher
- Die furchtlosen Fünf. rororo rotfuchs, Hamburg 2019, ISBN 978-3-499-00060-7.